# Ram Rampage
Ram Rampage — среднеразмерный пикап, выпускаемый подразделением Stellantis North America с июня 2023 года. Это первый автомобиль Ram Trucks, выпускаемый в Бразилии. Он базируется на платформе Small Wide.
С точки зрения Ram Trucks, слово Rampage означает в переводе с английского возбуждение, шум, неистовство, ярость. В 1980-х годах такое название присваивалось автомобилю Dodge Rampage.
Официально производство автомобиля Ram Rampage началось 6 июня 2023 года в Гояне. На церемонии присутствовал президент Лула да Силва, Луис Инасиу. Продажи планируются с 2024 года. Двигатели позаимствованы у Jeep Wrangler. Внешне автомобиль напоминает RAM Pickup. Автомобиль оснащён многофункциональной кабиной.